# Сес (коммуна)
Сес (фр. Seysses, окс. Sèishes) — коммуна во Франции, находится в регионе Юг — Пиренеи. Департамент — Верхняя Гаронна. Входит в состав кантона Мюре. Округ коммуны — Мюре.
Код INSEE коммуны — 31547.

## География
Коммуна расположена приблизительно в 610 км к югу от Парижа, в 16 км к юго-западу от Тулузы.
По территории коммуны протекает река Туш, а также проходит канал Сен-Мартори.

## Климат
Климат умеренно-океанический. Зима мягкая и снежная, весна характеризуется сильными дождями и грозами, лето сухое и жаркое, осень солнечная. Преобладают сильные юго-восточные и северо-западные ветры.

## Население
Население коммуны на 2010 год составляло 7839 человек.
| 1962 | 1968 | 1975 | 1982 | 1990 | 1999 | 2010 |
| ---- | ---- | ---- | ---- | ---- | ---- | ---- |
| 1642 | 2229 | 3136 | 4221 | 5074 | 5745 | 7839 |

## Администрация
| Период | Период | Фамилия        | Партия                              | Примечания |
| ------ | ------ | -------------- | ----------------------------------- | ---------- |
| 1973   | 2008   | Антуан Фулькье | Французская коммунистическая партия |            |
| 2008   | 2020   | Ален Пас       | Социалистическая партия             |            |

## Экономика
В 2010 году среди 5530 человек трудоспособного возраста (15—64 лет) 3300 были экономически активными, 2230 — неактивными (показатель активности — 59,7 %, в 1999 году было 70,9 %). Из 3300 активных жителей работали 3034 человека (1625 мужчин и 1409 женщин), безработных было 266 (100 мужчин и 166 женщин). Среди 2230 неактивных 396 человек были учениками или студентами, 479 — пенсионерами, 1355 были неактивными по другим причинам.

## Достопримечательности
- Церковь XVIII века. Исторический памятник с 1926 года[4]

\